# Spoorlijn Rudkøbing - Bagenkop / Spodsbjerg
De spoorlijn Rudkøbing - Bagenkop (Deens: Langelandsbanen) was een lokale spoorlijn op het  een eiland Langeland in Denemarken.

## Geschiedenis
De spoorlijn werd op 4 oktober 1911 in gebruik genomen door de Langelandsbanen (LB) en liep vanaf Rudkøbing in zuidelijk richting naar Bagenkop met een aftakking naar Spodsbjerg. Op 29 september 1966 werd de lijn gesloten.

## Huidige toestand
Thans is de volledige lijn opgebroken.